# Agua Florida
Agua Florida är en ort i Mexiko.   Den ligger i kommunen Ixmiquilpan och delstaten Hidalgo, i den sydöstra delen av landet, 140 km norr om huvudstaden Mexico City. Agua Florida ligger 2 635 meter över havet och antalet invånare är 119.
Terrängen runt Agua Florida är kuperad åt sydväst, men åt nordost är den bergig. Agua Florida ligger uppe på en höjd. Runt Agua Florida är det ganska tätbefolkat, med 80 invånare per kvadratkilometer. Närmaste större samhälle är Zimapan, 20,0 km väster om Agua Florida. I omgivningarna runt Agua Florida växer i huvudsak blandskog.